# スーパーロボット大戦Scramble Commander the 2nd
『スーパーロボット大戦Scramble Commander the 2nd』（スーパーロボットたいせん スクランブルコマンダー ザ セカンド）は、2007年11月1日にバンプレストから発売されたPlayStation 2専用ゲームソフト。通称は『SC2』『スクコマ2』。
キャッチコピーは「全てがリアルに!!　「新」直感戦略シミュレーション登場!!」。

## 概要
SDで表現されたロボットたちが競演するクロスオーバー作品「スーパーロボット大戦シリーズ」の一つ。シリーズ内シリーズであるScramble Commanderシリーズの2作目にあたるが、『スーパーロボット大戦Scramble Commander』（以下、前作）とはつながりが無い独立した作品である。
前作では従来のシリーズと違い、システムがシミュレーションRPGでなくリアルタイムストラテジーであり、ロボットはSDではなくリアルサイズの3DCGによって描かれているなど大きな変更がなされていたが、本作でもそれを踏襲している。タイトルロゴも「スーパーロボット大戦」よりも「Scramble Commander」の部分を強調したデザインになっており、従来のシリーズとは異なるジャンルのゲームであることを前作以上に強調している。
システムは前作に比べ、小隊の人数が最大で8機になり、空中の概念が追加されるなど操作は複雑になったが、スタート時に難易度が選択できるほか、小隊内の1機を直接操作できるモードを追加するなど初心者に配慮した作りとなっている。また、「精神コマンド」や「気力」といった従来のシリーズ同様のシステムが追加された。その他、一部機体には「変形」や「合体」のシステムが実装された。

## あらすじ
地球新暦74年。太平洋上に位置する南アタリア島近海の小島に未確認機が不時着。南アタリア島に本部を置く「A3」(Anti Alien Assembly；対異邦人議会)の防空隊に所属するケイジ・タチバナ少尉は、A3直属の特機部隊・獣戦機隊と共に現地に赴く。ケイジはそこで放置状態の人型機動兵器1機を発見する。そのとき、連邦軍の一派ティターンズが運用しているモビルスーツ・ハイザックの小隊が出現する。ケイジは上官に当たる獣戦機隊・藤原忍の命令で放置された人型機動兵器に乗り込み、獣戦機隊の特機ダンクーガと共にハイザック小隊を撃破する。

その後、ケイジが発見した機体「羽々斬」は、この世界の軍事バランスに重大な影響を与えるとされている「特機(特殊機動兵器)」であることが判明する。
A3は発足以降、特機を擁する研究機関と協力して侵略勢力と戦ってきた。それと並行して、10年前南アタリア島に落下した異星人のものと思われる巨大宇宙戦艦「マクロス」の調査・改修を進めてきた。人類勢力同士の争いには干渉せず中立の立場をとるA3であったが、オーバーテクノロジーの宝庫であるマクロスを事実上独占するA3に対し、他の有力な人類勢力、特に連邦軍のタカ派は敵意を隠そうとせず、度々南アタリア島に派兵するほどであった。
15年前の異次元勢力MUの出現以降、地球圏は様々な侵略勢力、また人類勢力同士の争いが続いていたが、製作元不明の特機「羽々斬」の発見を契機に、争いはさらに激しくなっていく。

その最中、ティターンズと戦っていたエゥーゴ・カラバがA3に対し同盟を持ちかける。人類勢力同士の争いには敢えて干渉せず中立の立場をとってきたA3であったが、かつて手痛い敗北を喫したオーパーツ「エイフォス(鳥の人)」を、人類勢力の一つアクシズが隠し持っているとの情報を告げられ、エイフォス討伐のため方針を転換しエゥーゴとの同盟を締結する。
その後、異世界バイストンウェルを追放されたオーラマシンの大群が地上に現れたことにより、世界情勢はさらに混迷を深めていく。
南アタリア島に帰還していた特機チームのもとに、日本の新興開発地区U2エリアに未確認の敵性機動兵器が出現したとの情報が届く。ところが、日本政府(日本中央管理局)はA3に救援要請を出さず、自前の国防軍のみで対処する決定を下してしまう。敵性機動兵器の進行先に父の滞在する別荘があることに気づいた獣戦機隊の式部雅人は、待機命令に背いて出撃しようとする。これを契機に特機チームは無断でU2エリアへ出撃してしまう。

現地に到着した特機チームは思わぬ苦戦を強いられる。結果的に雅人の父は死亡。さらに敵機が中心市街地で自爆。U2エリアは壊滅してしまう。

無断で出撃したうえ、敵の侵攻を阻止できず、被害は甚大。A3特機チームは非難の対象となり、さらに特機法に基づく「メナージュ・ゼロ」(機体の破壊を含む厳罰)指令を下されてしまう。
A3本部は特機チームを守るため、元A3混成部隊がA3から逃亡した、という(事実とは異なる)公式発表を行ない、特機チームをA3から切り離す。

これ以降、特機チームを中心とする元A3混成部隊は「Aフォース」を名乗り、連邦軍やZ.A.F.T.の追撃から逃れつつ、侵略勢力と戦うことになる。
Aフォースは日本でミケーネ帝国の大規模侵攻作戦を阻止すべく戦い、敵の指揮官・暗黒大将軍を倒す。その直後、ミケーネ帝国の本拠地・バードス島の地下で並行世界とつながる回廊が閉じたことを示す反応が観測され、ミケーネ帝国の侵攻は終わりを迎える。
特機チームがA3からいなくなったため、南アタリア島の防衛が手薄になったと見た連邦軍は、本格的な侵攻作戦に動き出す。

その兆候を捉えたスカル小隊は、A3本部への連絡のため南アタリア島近海へ向かう。ところが、本部との連絡中に連邦軍の侵攻作戦が始まってしまい、スカル小隊は急遽南アタリア島へ向かい、連邦軍のモビルスーツ隊と大型デストロイドを撃破する。しかしその直後、未確認の特機「アスカロン」部隊の出現により撤退を余儀なくされる。
Aフォースはひびき洸の母・レムリアの尊い犠牲により、妖魔帝国の首魁・バラオを倒すことに成功する。

しかしその後、帰還したスカル小隊から南アタリア島が連邦軍の手に落ちたことを知らされる。スカル小隊が持ち帰ったデータから、南アタリア島侵攻とU2エリアの事件に、連邦軍タカ派を裏で操る「死の商人」が関与している疑いが濃厚になっていく。さらに、U2エリアの事件でA3に救援要請を出さなかった日本中央管理局も結託している疑いが浮上する。

Aフォースは、日本中央管理局に出頭後音信不通になっている博士たちを救出するため日本に向かう。
日本中央管理局の地下空間で、Aフォースの前にU2エリア事件の黒幕の一人・道那珂小百合に憑依していた「ムゲ」と名乗る人物が現れる。並行世界からやって来たと語るムゲは獣戦機隊に対する敵意・怨念を露わにし、Aフォースの目の前で特機アスカロンのパイロットに憑依し襲いかかる。しかし、特定のパイロット(適合者)でなければ真価を発揮することのできないアスカロンは途端にパワーダウンする。Aフォースはその隙を突いてムゲ、そして特機アスカロンを撃破し、博士たちの救出に成功する。

博士たちと共に救出された小百合にはムゲに憑依されていた間の記憶は残っていなかったが、当時の交信記録から連邦軍とつながりのある「ユキムラ」という人物の存在が明らかとなる。
南アタリア島を手中に収めた連邦軍は増長し、敵対する人類勢力の一つプラントに協力的な住民が多いヨーロッパで、非道な無差別攻撃を開始する。阻止のため現地に向かったAフォースは、連邦軍の新型機動兵器デストロイを撃破する。さらにエレ王女のゴラオンの特攻により、ビショット軍の旗艦ゲア・ガリングが撃沈される。
その直後、プラントの最高指導者デュランダル議長は地球圏全域に向けての特別放送で、連邦軍タカ派を裏で操る死の商人「ロゴス」の存在と、ヨーロッパの惨劇がロゴスによって引き起こされたものであることを暴露する。この後、連邦軍は大混乱に陥り、ロゴスメンバーの保護のため一部の連邦軍艦隊が移動したことにより南アタリア島の守備が手薄になる。

Aフォースはこの機に乗じて南アタリア島奪還作戦を開始、A3本部を奪還するとともに、バイストンウェルの戦乱の元凶であったドレイクとショットを倒す。

しかし、マクロスに乗り込んでいたユキムラの企みにより、Aフォースの目の前でマクロスは浮上してしまう。
Aフォースも宇宙に上がり、マクロスの奪還に成功する。この間、マクロスの落下以来人類が恐れ続けていた「巨大異星人軍」(の先遣隊)がついに到来する。
Aフォースは、宇宙で連邦軍タカ派の残存部隊やアクシズ軍と戦い、彼らを退けることに成功する。

その後、地球に降下したAフォースはメナージュ・ゼロ指令も解除され、Aフォースの名は残したまま、A3所属の部隊として復帰を果たす。
プロトカルチャーの遺産を求め、浮上した古代都市へ侵攻したキャンベル星軍と、コン・バトラーV率いるAフォース隊が激突、キャンベル星軍の機動要塞を撃破し、キャンベル星軍との戦いが終結する。
いくつかの戦いが終わりを迎えるなか、プラントのデュランダル議長が地球圏全域に向けて「デスティニープラン」の発表と即時実施を宣言する。しかしそれは、自由意志を無視した人類コーディネイター化計画であり、オーブ連合などが反対を表明すると、議長は連邦軍から接収した月面の超破壊兵器「レクイエム」を使用し反対するものを攻撃し始める。

Aフォースはデスティニープランを阻止するため、レクイエムを使用不能にする作戦を決行する。

この戦いの結果、デュランダル議長は倒れ、人類勢力同士の戦いがついに終結した。
その後、地球連邦、プラント、A3などの主要な人類勢力が集まり、新たな「統合政府」が樹立される。

Aフォースは統合政府の下に再編され、元Z.A.F.T.兵のシンやルナマリアが参入し、擬態獣の掃討戦などを担うことになる。
対MU戦略特務機関TERRA主導の絶対障壁消滅作戦が実行される。その結果絶対障壁の消滅には成功したものの、直後から世界各地にMUの空中都市が多数出現する事態に陥る。

さらに、呼応するかのように擬態獣が大発生してしまう。

その直後、MUの特使を名乗る九鬼から総攻撃の予告を含む降伏勧告が届く。

AフォースはMU主力部隊と超擬態獣を相手に同時作戦を敢行し、激闘の末勝利を収める。
MU・擬態獣との戦いを終結させたAフォース。しかし、巨大異星人軍の大艦隊がついに襲来する。

一度はゼントラーディ軍との間で和平が成立するも、プロトカルチャーの遺物から発見した「歌」が完成する前に、敵対するメルトランディ軍の大艦隊が襲来、戦闘が始まってしまう。圧倒的な戦力差にAフォースは忽ち追いつめられてしまう。その時、戦場にミンメイの歌が響く。その歌を聴いたゼントラーディ軍の一部が反転しボドル旗艦に対して攻撃を開始する。

この機に乗じてAフォースは一条少尉率いる部隊がボドル旗艦へ突入、ボドルザーを倒す。
全ての戦いが終わったかに見えたその時、TERRAの支援組織バーベム財団の当主バーベム卿が密かに進めていた「世界の調律」がついに始まってしまう。

しかし、世界を調律しようとする真聖ラーゼフォンの前に、ユキムラが乗る最後のネメシス「アゾエーブ」が出現、時空間崩壊波を放つ。Aフォースは全力で抵抗するが力及ばず、自分達の世界の消滅だけでなく、全ての平行世界も消滅してしまう。真聖ラーゼフォンの力で辛うじて保たれた小さな混沌空間の中で、真の最終決戦が始まる。
アゾエーブにとどめを刺したかに見えたその直前、時空間崩壊波を放つオリジン・ユニットが復元してしまう。その時ケイジの乗る天羽々斬がアゾエーブに突進、天羽々斬の剣がオリジン・ユニットを貫くも、アゾエーブと共に天羽々斬は消滅してしまう……。
――その後、戦いの日々は過去のものとなり、かつてのAフォースメンバーはそれぞれの生活を送っていた。

アゾエーブが倒れた後、真聖ラーゼフォンは世界を調律せず、傷だけを塞いで世界を復元したらしい。
未だ精神だけの状態で漂っていたケイジの前に綾人の姿を借りた「時の観測者」が現れる。時の観測者は、望めばどんな世界へも行ける、とケイジに告げる。

それに対してケイジは、バレンティナをはじめとする仲間たちのいる世界へ戻りたいと答える。
元の世界へと還っていくケイジの耳には、まだ見ぬ明日の歌が聞こえていた。

## 用語解説
A3（Anti Alien Assembly；対異邦人議会）
作中、中心的役割を果たす組織。侵略勢力の撃退と、10年前南アタリア島に落下した異星人のものと思われる巨大宇宙戦艦マクロスの管理を主な役割とする。南アタリア島に本部を置く。規模は小さいながら、特機を擁する研究機関と協力関係にあり、地球圏有数の戦力を保持する。
マクロスの落下以降、地球圏の各人類勢力によるマクロス争奪戦が激化。これを憂慮した人々が地球連邦政府の穏健派を中心に9年前にA3として独立させた。
特機を主力とする戦力に加え、マクロスの調査・解析によって得られたオーバーテクノロジーを保有するため、他の人類勢力からは警戒される立場にある。そのため、人類勢力間の抗争には基本的に干渉せず、自衛の場合を除いて、戦力は侵略勢力との戦いのみに使用することを方針としている。
特機（特殊機動兵器）
単機で戦局を変えると認識される巨大（人型）機動兵器の総称。いわゆる「スーパーロボット」。
侵略勢力に対抗する目的で開発され、その有効性は5年前の擬態獣の大発生時に認識されることになる。
高い戦闘能力の一方、製造は難しく、量産化は葵夫妻の「プラズマドライブシリーズ」の事例にとどまる。
なお、この世界には、モビルスーツ、デストロイド、異世界バイストンウェルで開発されたオーラバトラーなど、特機以外の人型機動兵器も多数存在する。
特機法（特殊機動兵器制限法案）
前述の「特機」の製造・保有・運用を制限する法律。
特機は侵略勢力への対抗手段として極めて有効な一方、その戦力が人類勢力間の抗争に投入された場合、世界の軍事バランスに著しい影響を及ぼしかねない。そこで、地球連邦政府（のタカ派）の主導で、特機の製造や運用を制限する内容の法律が制定・施行された。
この法律に基づき、特機の製造・保有・運用には申告が必要であり、重大な違反が見つかった場合は「メナージュ・ゼロ」（機体の破壊を含む厳罰）指令などの罰則規定が適用される。
表向きは、世界の軍事的緊張を悪化させないことを目的としているが、内実は、連邦軍タカ派に隠然たる影響力を持つロゴスが、自分達には製造できない特機がビジネスの障害になると考え、その開発・運用を抑制させるため連邦政府やティターンズに働きかけて制定したものである。
セレスチアル・リアクター
特機ネメシス・シリーズの動力炉。脳波とわずかな電流を入力するだけで莫大なエネルギーを生み出す。
ソガ教授はセレスチアル・リアクターを動力とする特機の製作を考え、9年前の特機量産に向けての競合検討に参加した。しかし、ネメシス・シリーズには特定のパイロット(適合者)以外が搭乗すると極度の肉体的・精神的負担を生じるという欠点があり、結果的に不採用となった。
その後、ソガ教授は息子のユキムラに協力し、ロゴスの支援を得て試作機羽々斬、完成機アスカロンを製作する。
異邦人コード
A3によって存在が確認・認定された異星人などのコード。異星人だけでなく地球発祥の地下勢力なども含まれる。
コード0：ゼントラーディ
コード1：ドーレム
コード2：擬態獣
コード3：メカザウルス
コード5：機械獣
コード6：マグマ獣

## 登場作品

### 一覧
★マークはシリーズ初参戦作品。
- 超獣機神ダンクーガ
- 機動戦士Ζガンダム
- 機動戦士ガンダム 逆襲のシャア
- 新機動戦記ガンダムW Endless Waltz
- ★機動戦士ガンダムSEED DESTINY
- 聖戦士ダンバイン
- マジンガーZ
- グレートマジンガー
- ゲッターロボG
- 超電磁ロボ コン・バトラーV
- 勇者ライディーン
- ★マクロスゼロ
- 超時空要塞マクロス 愛・おぼえていますか
- ラーゼフォン
- ★神魂合体ゴーダンナー!!
- バンプレストオリジナル

### 解説
シリーズ初登場は『機動戦士ガンダムSEED DESTINY』、『マクロスゼロ』、『神魂合体ゴーダンナー!!』の3作品。また登場作品には明記されていないが、『神魂合体ゴーダンナー!!』は続編の『神魂合体ゴーダンナー!! SECOND SEASON』の内容も含んでいる。
『機動戦士Ζガンダム』はシリーズ全体で初めて劇場版『機動戦士Ζガンダム A New Translation』のキャラクターデザインを採用している。
前作では各作品の主役級ユニットのみが登場していたが、本作ではこれらに加え、準主役、脇役のユニットも多く使用できるようになった。

### パッケージ登場機体
- ストライクフリーダムガンダム（機動戦士ガンダムSEED DESTINY）
- マジンガーZ（マジンガーZ）
- ライディーン（勇者ライディーン）
- ゴーダンナーツインドライブモード（神魂合体ゴーダンナー!!）
- VF-1S（フォッカー機）（超時空要塞マクロス 愛・おぼえていますか）
- コン・バトラーV（超電磁ロボ コン・バトラーV）
- ダンクーガ（超獣機神ダンクーガ）
- ラーゼフォン（ラーゼフォン）

## オリジナルキャラクター
オリジナルキャラクターデザインは菊池晃が担当。また、『第3次スーパーロボット大戦α 終焉の銀河へ』のクォヴレー・ゴードン役に引き続き、泰勇気がオリジナル主人公の声優を担当した。

### 主人公サイド
ケイジ・タチバナ
声：泰勇気
19歳、A3所属のパイロット。元々は戦闘機乗りであったが、獣戦機隊と共に任務に赴いた際、撃墜された謎の特機「羽々斬」を発見、同機のパイロットとなる。幼い頃に戦闘で両親を亡くしており、その際に左頬に大きな傷を負う。凄まじいまでの努力家でパイロットとしての腕も非常に優秀。士官学校時代に演習で41機もの撃墜記録を残したことから顔の傷に引っ掛けて「スカーフェイス・キッド」と呼ばれている（ただし、本人はこの別称を快く思っていない）。
常人が搭乗すれば強い吐き気や頭痛を訴え、場合によっては死に至る危険性のある「羽々斬」の操縦に高い適応性を見せる（しかし確実に体に負担がかかり続けているため、長時間搭乗し続けると疲労が蓄積し危険な状態に陥ることもある）。
階級は少尉。控えめな性格で、誰に対しても腰が低い。同い年の式部雅人にも敬語を使うほどである。しかし一方で、「羽々斬」の操縦で疲労が限界に達していても「大丈夫」と言い続け戦い続けるなど、頑固な面も持ち合わせているようである。
前述のとおり優秀なパイロットであるが、決して天才というわけではなく、その実力は常人離れした努力の賜物である。この源泉となっているのはひとえに「戦争を止める」という明確な目的意識であり、一人では本来どうしようもないこの目的をひたすら追い続ける芯の強さも持つ。だがそれは、裏を返せば及ばぬ点を全て努力で何とかしようとする抱え込み型の性格の表れで、「羽々斬」の操縦で体にかかった負荷を無視して行動しようとすることが多い。
羽々斬、天羽々斬とも本来はそんな彼に任せるには危険すぎる代物であり、負担を無視して搭乗し続けた結果、後述のシュウイチロウとは別の方向で人を超えた領域に踏み込んでしまう。
最終決戦において世界を守るため、アゾエーブに特攻をかける。その際、シュウイチロウが最期に放った「破滅の波導」を正面から受けつつもオリジン・ユニットごとアゾエーブを破壊。相討ちとなり世界から消滅した。その意識は次元の境界に漂着し、バレンティナと再会している。専用BGMは「まだ見ぬ明日の歌」。
バレンティナ・レアニカ
声：高森奈緒
19歳、A3所属のオペレーター。士官学校を飛び級で卒業し、直後に戦術司令部に任命されたエリート。冷静沈着だが、プライベートではくだけた口調で話し、「羽々斬」を始めとする特機8体が行方不明になった際に責任を感じ辞表を提出しようとするなどの行動から、冷たい人間ではないことがわかる。階級は中尉で、「お姉ちゃん」などと呼ばれるとすぐに「中尉です」と訂正を入れる。初期には結城沙羅と張り合う姿も見られる。「羽々斬」の影響を受けるケイジを心配しており、彼が疲労により倒れた際には強い口調で叱り付けたこともあった。
士官学校時代には、同期のエースだったケイジに対し好意を抱いていた。軍で再会してからしばらくは上官と部下の関係を重視しており、どちらかというと口喧しい上官というイメージが大きかった。だが、A3でケイジと行動を共にしたことを始め、沙羅や遥に自身の気持ちを看破されたことをきっかけとして、自分に素直な行動をとるようになる。
「羽々斬」の操縦で加速度的に弱っていくケイジを誰よりも案じ、それがもとでケイジも彼女を意識するようになる。しかし、最終決戦においてアゾエーブを駆るシュウイチロウと対峙したAフォース、そして彼らを救おうとして窮地に陥った真聖綾人を救うべく遥とともに特攻をかけるも、破壊神と化したシュウイチロウに太刀打ちできるはずもなく、撃墜されて命を落とす。
ケイジに「スカーフェイス・キッド」の異名をつけたのは彼女。

### 敵サイド
シュウイチロウ・ユキムラ
声：西村朋紘
連邦軍の元軍医でネメシスシリーズの製作者。セイジュウロウ・ソガの息子で本名は「シュウイチロウ・ソガ」であるが、死んだ母親の姓である「ユキムラ」を名乗っている。
幼い頃に「セレスチアル・リアクター」に接続されたことで性格が書き換えられ、より強いものを破壊することを行動理念とするようになった（ケイジと異なりネメシスシリーズに乗っても拒否反応がでないのはこのため）。やがてロゴスを利用し父親とともに「セレスチアル・リアクター」を搭載したネメシスシリーズを開発。地球圏最強の部隊となったAフォースに戦いを挑んでくる。
だが、オリジン・ユニットと完全に繋がり、破壊神と化した彼にはもはやAフォースなど眼中になく、標的は「神」たる真聖ラーゼフォンのみであった。
人間を捨て去った彼にあるのは狂気と破壊衝動だけであり（でありながら暴走せず、理知的に行動している）、膨張したそれらの要素は世界そのものの滅却を求めるまでに達している。そして、全てを破壊する可能性をもった機体「アゾエーブ」を手にした時、その破壊衝動は最終的に修復されたとはいえ全並行世界の滅亡『ゼロポイント・ブレイク』という最悪の形で結実することとなる。物質の持つ滅びへのエントロピーを利用し、世界消滅に全てを注いだ彼の力はまさに圧倒的であり、仲間を守ることに力を割いていたとはいえ真聖ラーゼフォンすら圧倒するほどの戦闘力を見せつけた。その力はまさに破壊神と形容するに相応しいものであり、ゼロシステムをもってしても勝利の未来を導きだせなかった。
最終局面でもその圧倒的な力を以てAフォースを圧倒し、再びの「破滅の波導」で全てを始原の混沌と化そうとするが、これほどの存在となったシュウイチロウでも人である以上「死」という概念からは逃れられず、ケイジが自身の命を代償に敢行した特攻によりアゾエーブ、天羽々斬、そしてケイジ諸共消滅した。
セイジュウロウ・ソガ
元は海底調査を行っていた科学者だが、海底の遺跡から感情をエネルギーに変えるオーパーツ「オリジン・ユニット」を発見。その魅力に取り付かれ研究に没頭したが機能を完全には解析できず、不完全なコピーである「セレスチアル・リアクター」を開発した。しかし、「セレスチアル・リアクター」には適合者以外が搭乗すると拒否反応が出るという欠陥があり、次期特機候補には採用されなかった。これを怨んだセイジュウロウは表舞台から姿を消し息子のシュウイチロウとともに復讐の機会をうかがっていた。
終盤にて、狂気に囚われたシュウイチロウの考えを知るために、危険を承知で彼の乗っていたアスカロンに搭乗し自らを「セレスチアル・リアクター」に接続するが、シュウイチロウの考えを知ることはかなわず余命が短くなるだけであった。シュウイチロウが最強のネメシス「アゾエーブ」と「オリジン・ユニット」を持ち去った後、アジトにやってきたノインとサリィに「オリジン・ユニット」のことを教え、アウドムラの医務室で葉月博士達に看取られながら息を引き取った。
スーパーロボット開発者である、葉月博士や早乙女博士などは彼の研究を発表当時にもっと理解していればと悔やんでいた（拒否反応が出るという理由から採用を反対したのは彼等のため）。そしてセイジュウロウは彼等に強い嫉妬の念を持っていた。

## ネメシスシリーズ

### 羽々斬
ネメシスシリーズの試作機。腰部ウィングが破損した状態で放棄されていたところを基地を調査中のケイジによって発見され、以降彼が搭乗する。腰部ウィングが修復されるまでは飛行が不可能であったが、修復されて以降は飛行可能となった。近接格闘・白兵戦に特化した機体であり、接近戦において高い能力を誇る。
常人が搭乗すれば身体に激しい不調をきたし、死亡する危険性すらあるとされるのは、動力源として搭載されたセレスチアル・リアクターが原因である。感情をエネルギーに変換するシステムであるオリジン・ユニットの不完全なコピーであるこの動力炉は、適合者でなければ拒否反応が出てしまう。感情をエネルギー変換することに変わりはないのだが、次期特機の動力源としては不適切であると判断されたらしく、ネメシスシリーズは不採用に終わった。
名称の由来は、かつてスサノオがヤマタノオロチを倒す際に使った剣「天羽々斬(あめのはばきり)」から。
メインカラーはイエロー。

### 天羽々斬
羽々斬の強化改良型。メインカラーは引き続きイエロー。
背部に六角環型のエネルギーチャンバーが装着されたことにより余剰エネルギーの循環・再利用が可能となり、セレスチアル・リアクターからパイロットへの負担が軽減された（また、磁場形成により飛行ユニットも兼ねる）。
メイン武器は両腕に装備された「屠竜之金剛剣」で、より素早い連撃が可能となっている。機動性・出力・防御力も向上しており、近接格闘においては破格の戦闘能力を発揮する。必殺技も2種類に増えている。
ベース機の開発者であるソガ教授も『アスカロンとは違う方向性で完成度は上がっている』と評し、（不本意ながらも）本機の出来栄えを認めていた。

### アスカロン
ネメシスシリーズの量産機。羽々斬の完成形であり、同じく接近戦を得意とし攻撃力も高い。両腕の「エンダーズ・ブレード」がメイン武器。量産されており、たびたび主人公たちの前に姿を現した。7番機はユキムラ専用機であるためカスタマイズされているが、後に乗り捨てられ擬態獣に寄生される。なお羽々斬よりも大型。
名称の由来は、聖ゲオルギウスが竜退治に使ったとされる伝説上の剣から。
メインカラーはシルバー。

### アゾエーブ
ネメシスシリーズの最終完成機。無限のエネルギーと多元宇宙の構造を破壊する力を持ち、その力は真聖ラーゼフォンをも凌駕するという。搭乗者は破壊神と化したユキムラ。真聖ラーゼフォンを凌ぐ大型機であるが機動性は高く、華奢ながら防御力も高い。「オリジン・ユニット」を動力源とし、ワープ能力も備える。メイン武器は両腕の「デモニアック・タロン」。劇中では必殺技である「破滅の波導」により、全ての並行世界を一時的に滅ぼすという最悪の事態を引き起こしている。最終決戦でもAフォースの面々を終始圧倒し、「破滅の波導」の2射目で全てを滅ぼそうとする。だが、この機体の抱える唯一の弱点、人の手によって作られた兵器という一点より破壊から逃れられず、死を顧みず特攻してきたケイジの天羽々斬と相討ちになり、シュウイチロウ、そしてケイジ共々完全に消滅した。
メインカラーは黒。

## スタッフ
プロデューサー
寺田貴信、じっぱひとからげ、五十嵐恒三
ディレクター
岸武彦
脚本
岸武彦
ゲームオリジナル曲作曲／演奏
三垣敦史
キャラクターデザイン
菊池晃

## プロモーション

### 事前体験インプレッション&レビュー
ゲーム発売前に公式ブログの執筆者や各ゲーム系媒体の記者にゲームをプレイさせ、その体験談を公式サイトで公開した。公式ブログの執筆者からは、緑川光、置鮎龍太郎、水木一郎、各ゲーム系媒体からは週刊ファミ通編集部、ジーパラドットコム、ゲーマガ編集部、双葉社 攻略本制作班、電撃PlayStation編集部が参加している。

### テレビCM
第1弾CMは水木一郎が本作をプレイする様子を撮影したもの。第2弾のゲーム画面を使用したCMのオリジナルCMソングも水木一郎が歌唱している。

## 関連商品

### 攻略本
- スーパーロボット大戦Scramble Commander the 2nd 完全解析ファイル ISBN 9784575164671
- スーパーロボット大戦Scramble Commander the 2nd ザ・コンプリートガイド ISBN 9784840240789
- スーパーロボット大戦Scramble Commander the 2nd パーフェクトガイド ISBN 9784797345674